# Bahregans flygplats
Bahregans flygplats (persiska: فرودگاه بهرگان) är en flygplats i Iran.   Den ligger i provinsen Bushehr, i den sydvästra delen av landet. Närmaste större samhälle är Leylateyn, 10 km norr om flygplatsen.